# ثوب ملفوف
الثوب الملفوف هو ثوب مصنوع من قطعة قماش واحدة ملفوفة حول الجسم، لا يتم قص أو خياطة الثياب كما هو الحال في الثوب المفصل. يمكن تثبيت الثياب على الجسم عن طريق العقد أو التثبيت بالدبابيس أو المشابك أو وشاح أو حزام أو بالاحتكاك والجاذبية فقط. تتكون العديد من الملابس الملفوفة من قطعة واحدة فقط.
الشكل المتقدم من الملابس هو الفستان المفصل، والذي يُصنع من قماش مقطع وخياطته معًا ليناسب أجزاء مختلفة من الجسم. وبالمقارنة بالملابس الملفوفة، فهو أكثر ملاءمة للجسم.

## التاريخ
يُعد التدبيس أحد أقدم أشكال الملابس انتشارًا. وتُظهِر العديد من الفنون البصرية للرومان والمنحوتات الهندية، والتماثيل الفخارية، ورسوم الكهوف، والمنحوتات الخشبية (كما هو موضح في معرض الصور) التي تمثل الرجال والنساء بنفس الملابس غير المخيطة مع أنماط لف وتغطية مختلفة.
تعد أوتاريا وأنتاريا من الملابس الواضحة التي كانت تُلبس على شكل ثياب ملفوفة من العصر الفيدي. أما كاسايا، وهي قطعة مستطيلة من الثياب البوذية، فهي مثال على الثياب الملفوفة. ومن الأشكال المتطورة الأخرى الساري وأودهني.
تتكون الكاشايا، والتي تسمى أيضًا جياشا (بالصينية :袈裟)، من ثلاث قطع، حيث يعتبر الساماغاتي الجزء الأكثر وضوحًا من الزي البوذي. يتم ارتداؤه فوق الرداء العلوي (أوتاراسانجا). أوتاراسانجا هو رداء يغطي الجزء العلوي من الجسم ويأتي فوق الملابس الداخلية، أو أنتارفاسا. أنتارفاسا هو الرداء الداخلي الذي يغطي الجزء السفلي من الجسم. هذا الأخير مغطى بالسامغاتي.

## معرض الصور

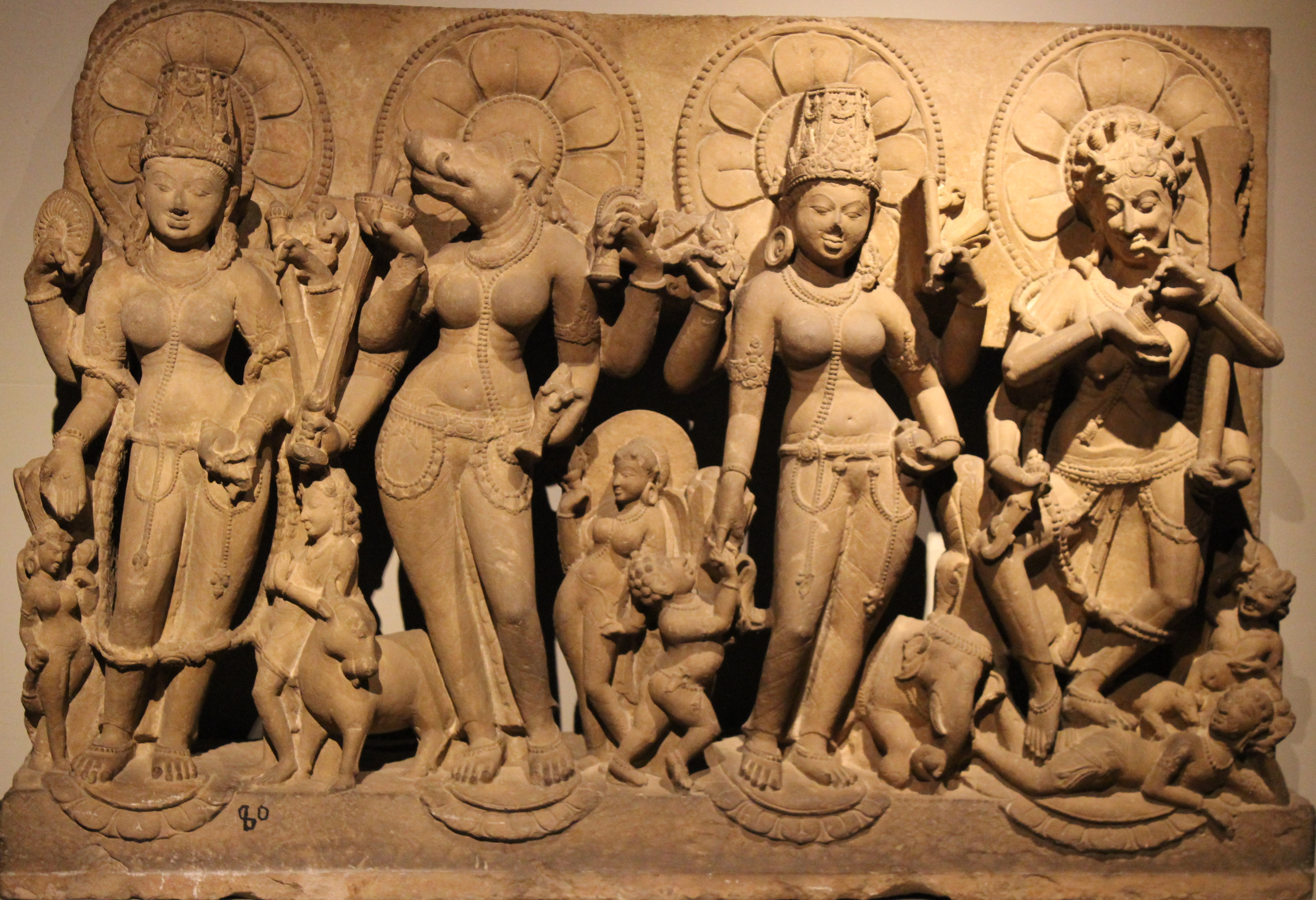
الشاكتيزم هو تقليد هندوسي يركز على الآلهة. تماثيل بارزة لفايشنافي وفاراهي وإندراني وتشاموندا.
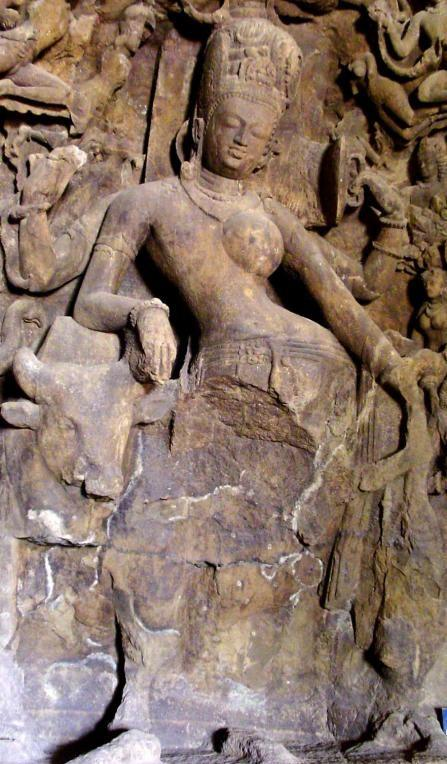
في لاهوت شاكتا، الأنثى والذكر هما واقعان مترابطان، ويمثلهما أيقونة أردهاناريشفارا. على اليسار: عمل فني من القرن الخامس يمثل هذه الفكرة في كهوف إليفانتا؛ على اليمين: لوحة لأرددهاناريشفارا.
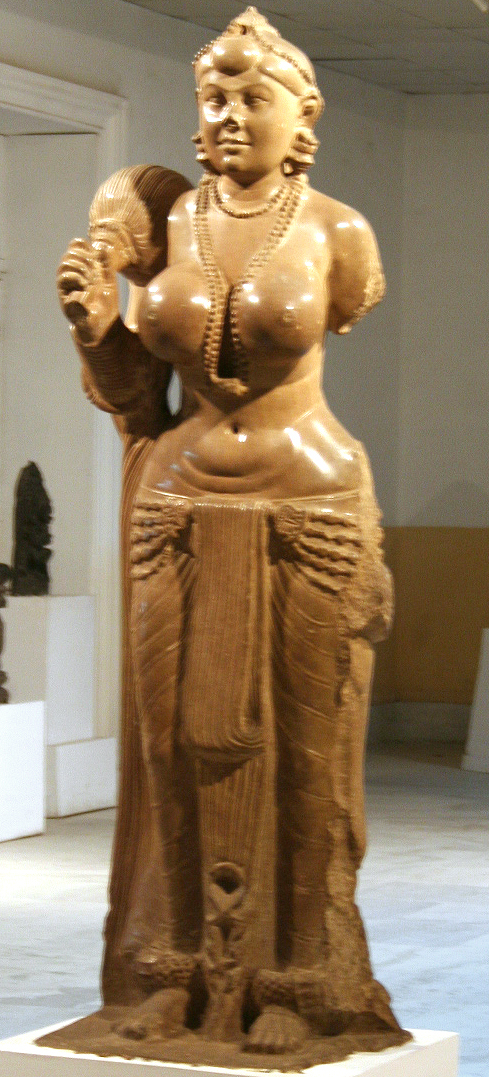
ياكشيني ترتدي وشاحًا من الدوتي وقلادة مزخرفة، من فترة ماوريا.
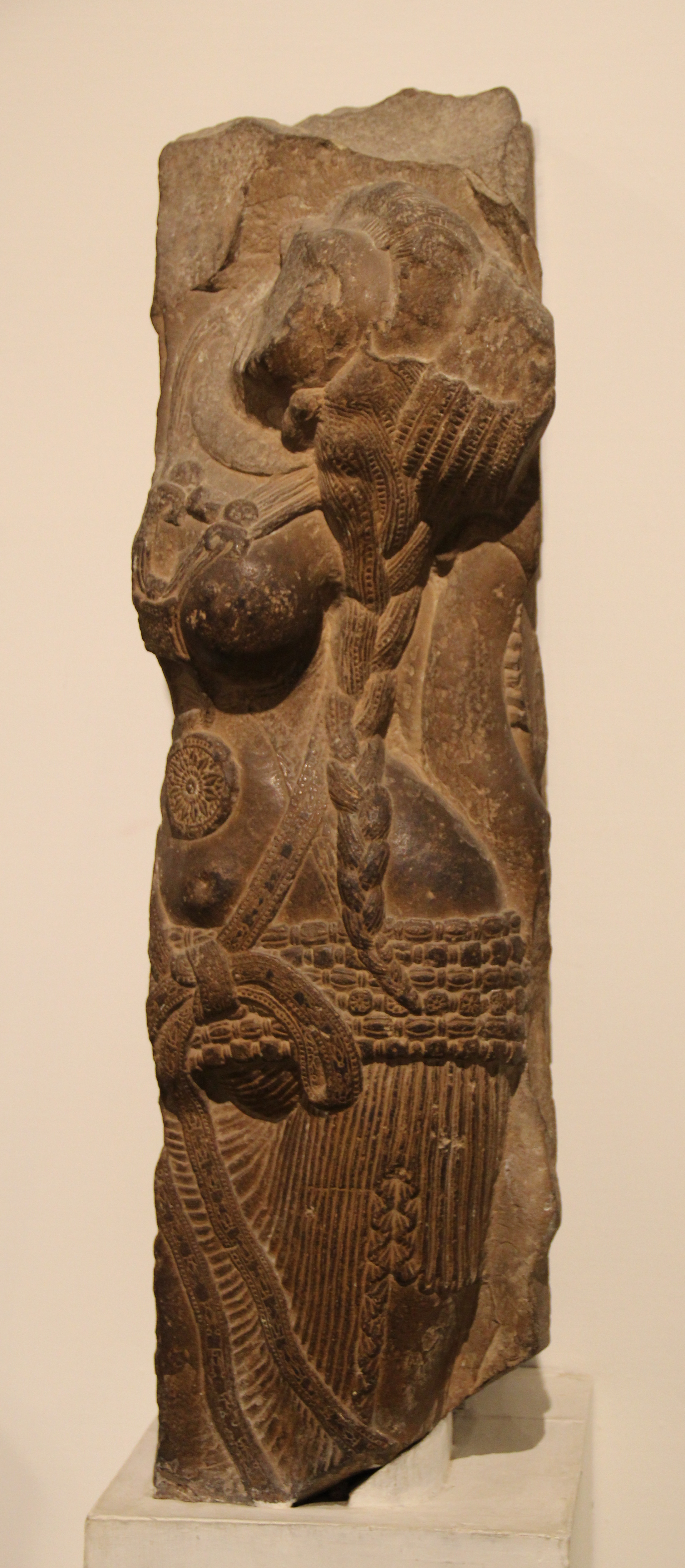
"مهراولي ياكشي"، يعود تاريخه إلى 150 قبل الميلاد، ماثورا.
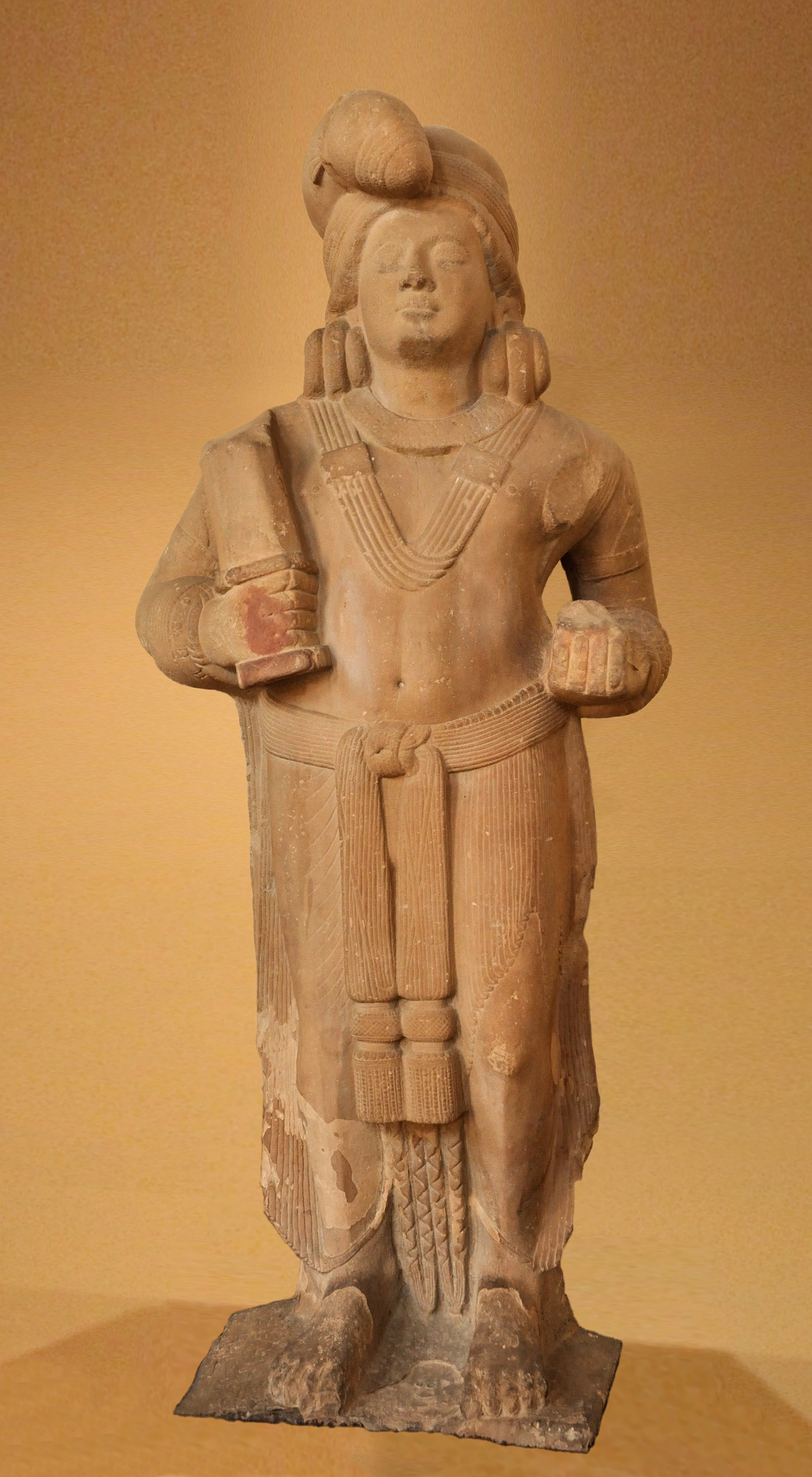
مودغارباني ياكشا ، 100 قبل الميلاد.
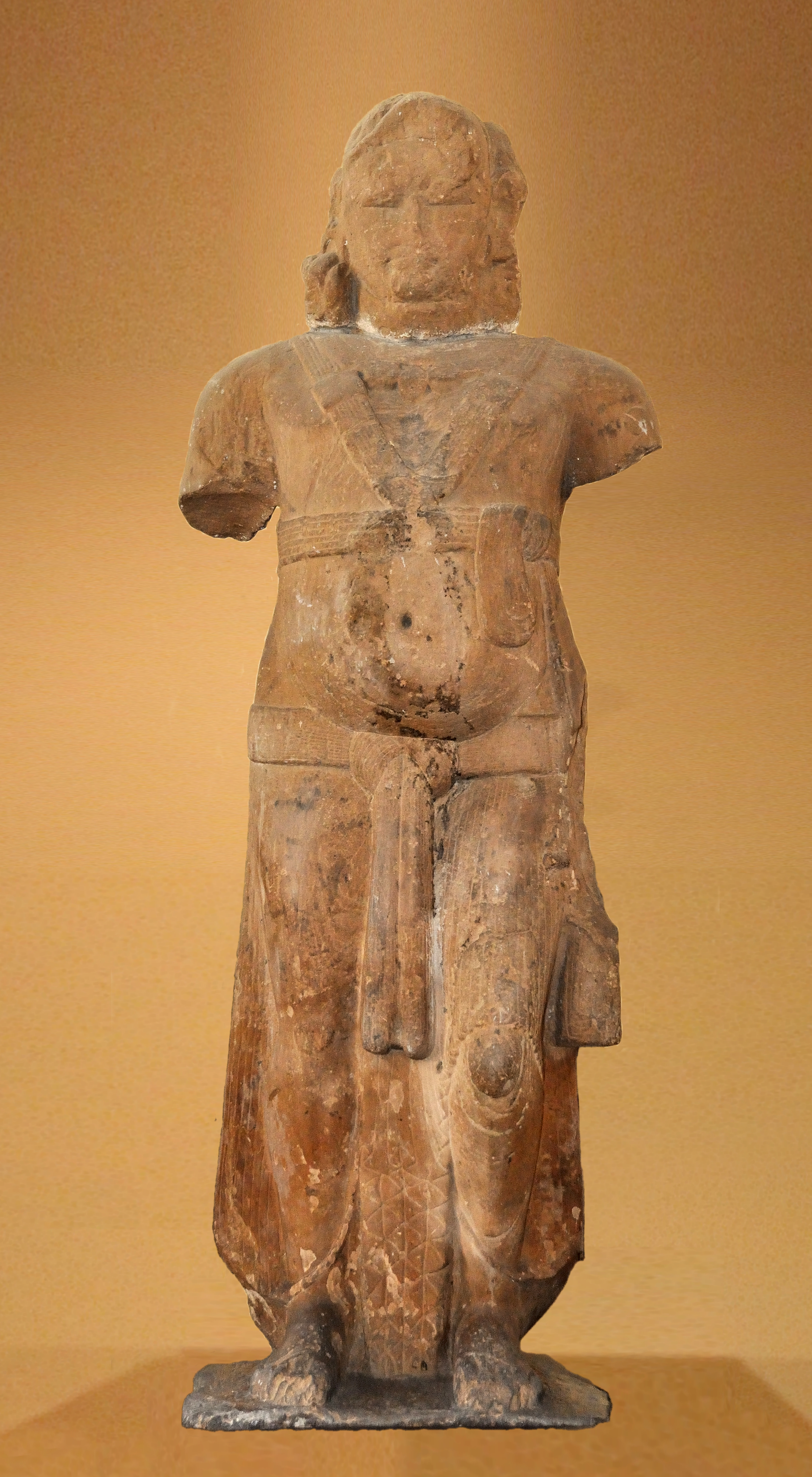
باركهام ياكشا ، 150 قبل الميلاد.
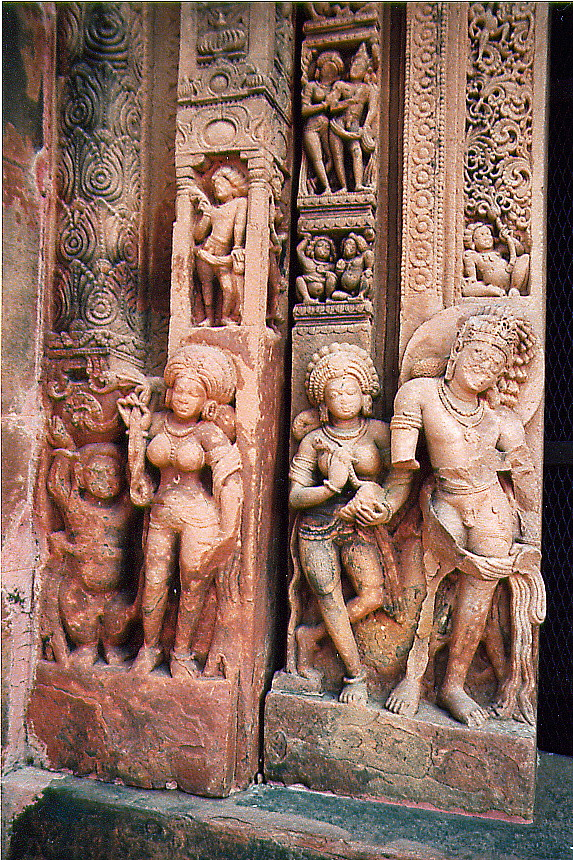
تصوير تماثيل الإناث مرتدية الستائر في معبد داشافاتارا.
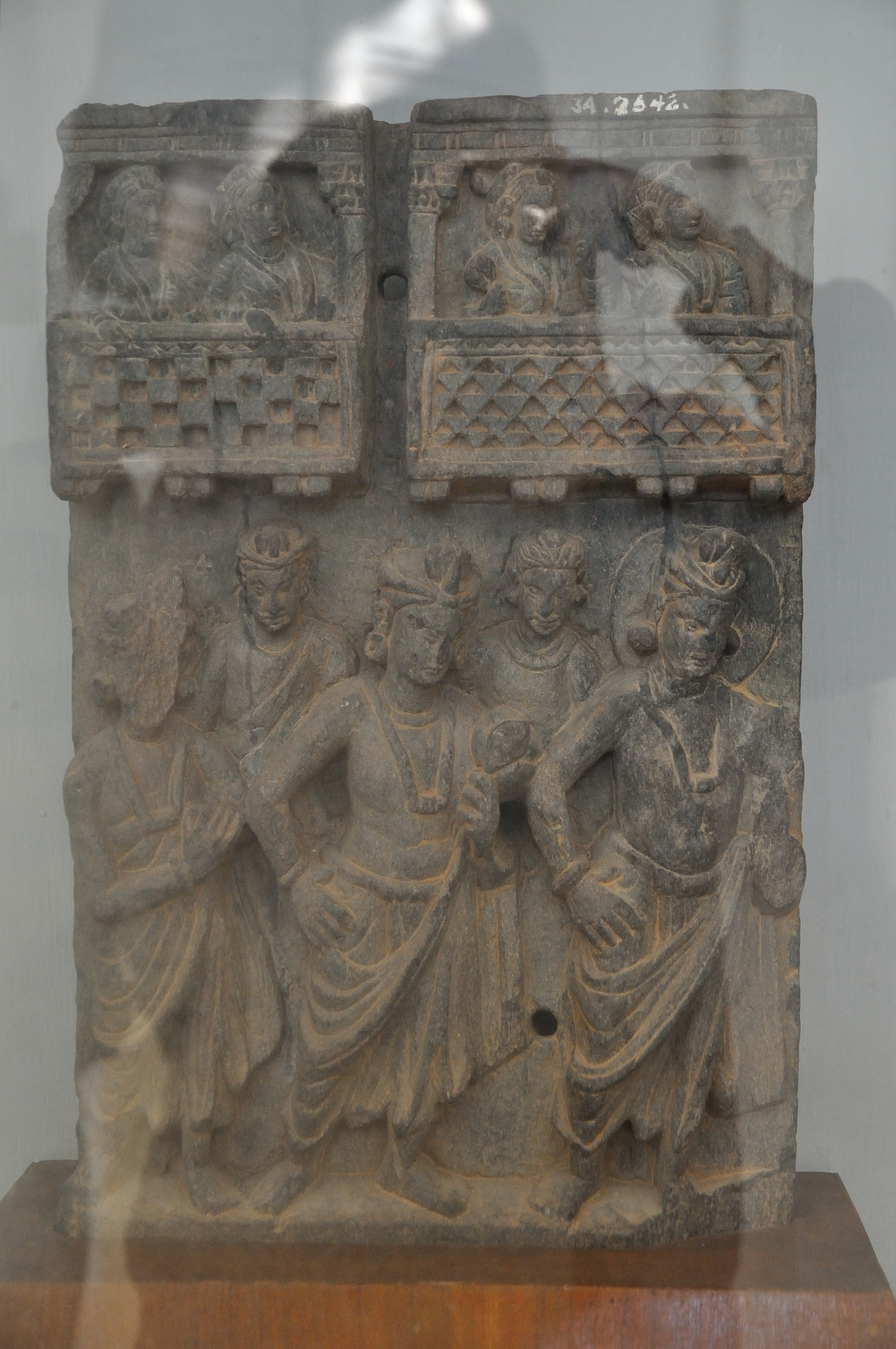
نقش يصور رجالًا في أنتريا وأوتاريا، القرن الأول الميلادي.
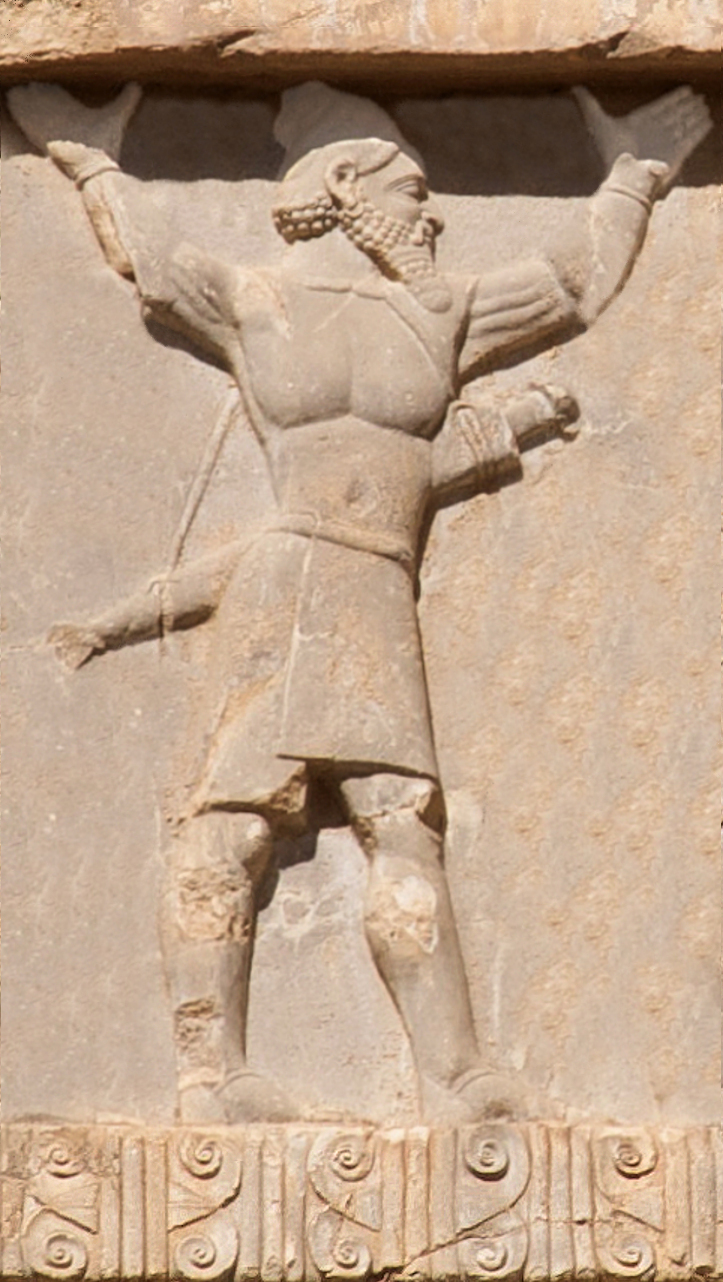
جندي هندوسي، حوالي عام 480 قبل الميلاد. يرتدي دوتي وعمامة. قبر أحشويروش الأول.
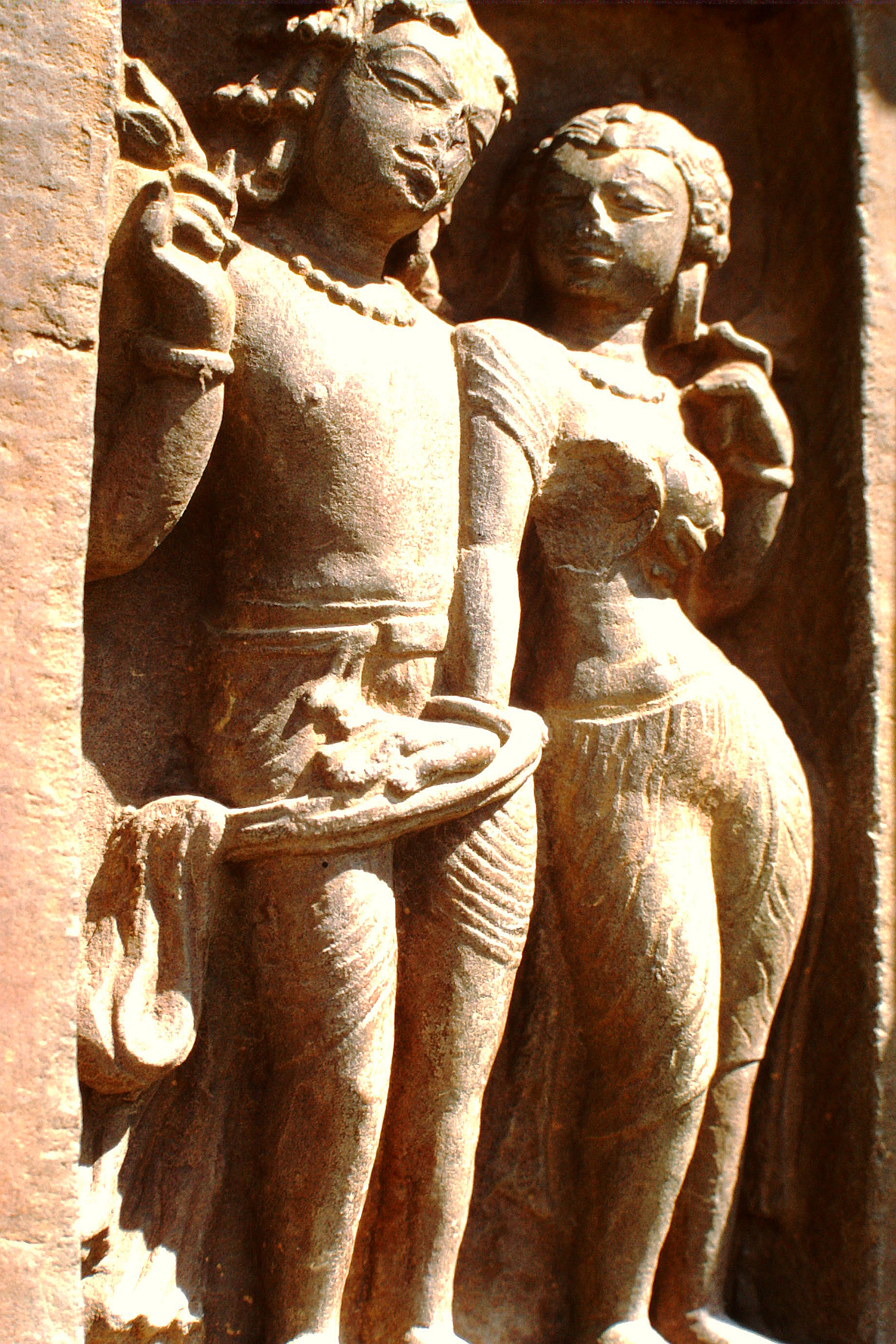
تماثيل ذكور وإناث ترتدي الستائر في معابد ناتشنا الهندوسية.
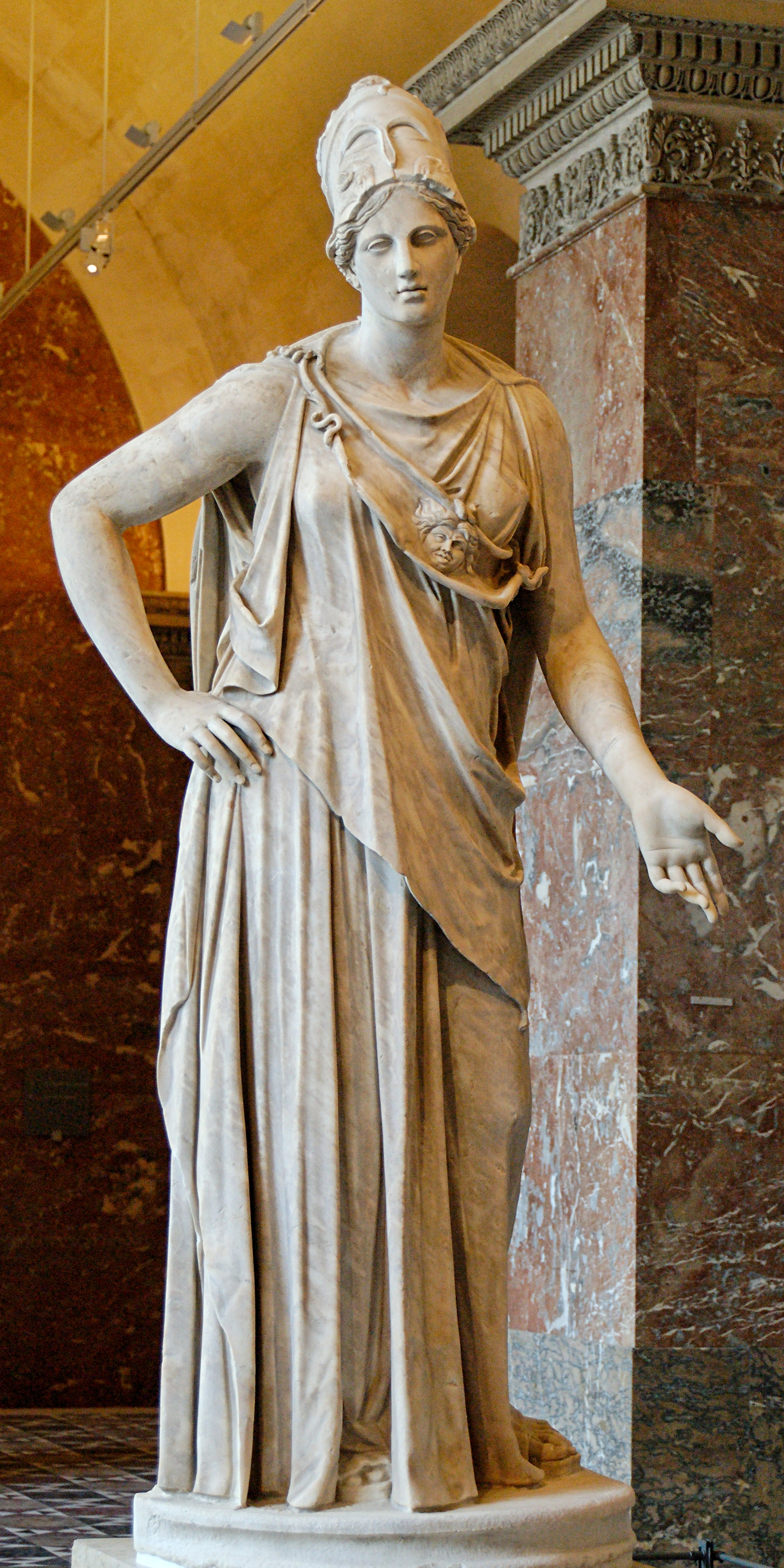
ما يسمى بـ" ماتي أثينا". نسخة رخامية رومانية من القرن الأول قبل الميلاد/الميلاد بعد نسخة يونانية أصلية من القرن الرابع قبل الميلاد، منسوبة إلى سيفسودوتوس أو يوفرانور. ذات صلة بتمثال أثينا البرونزي في بيرايوس.
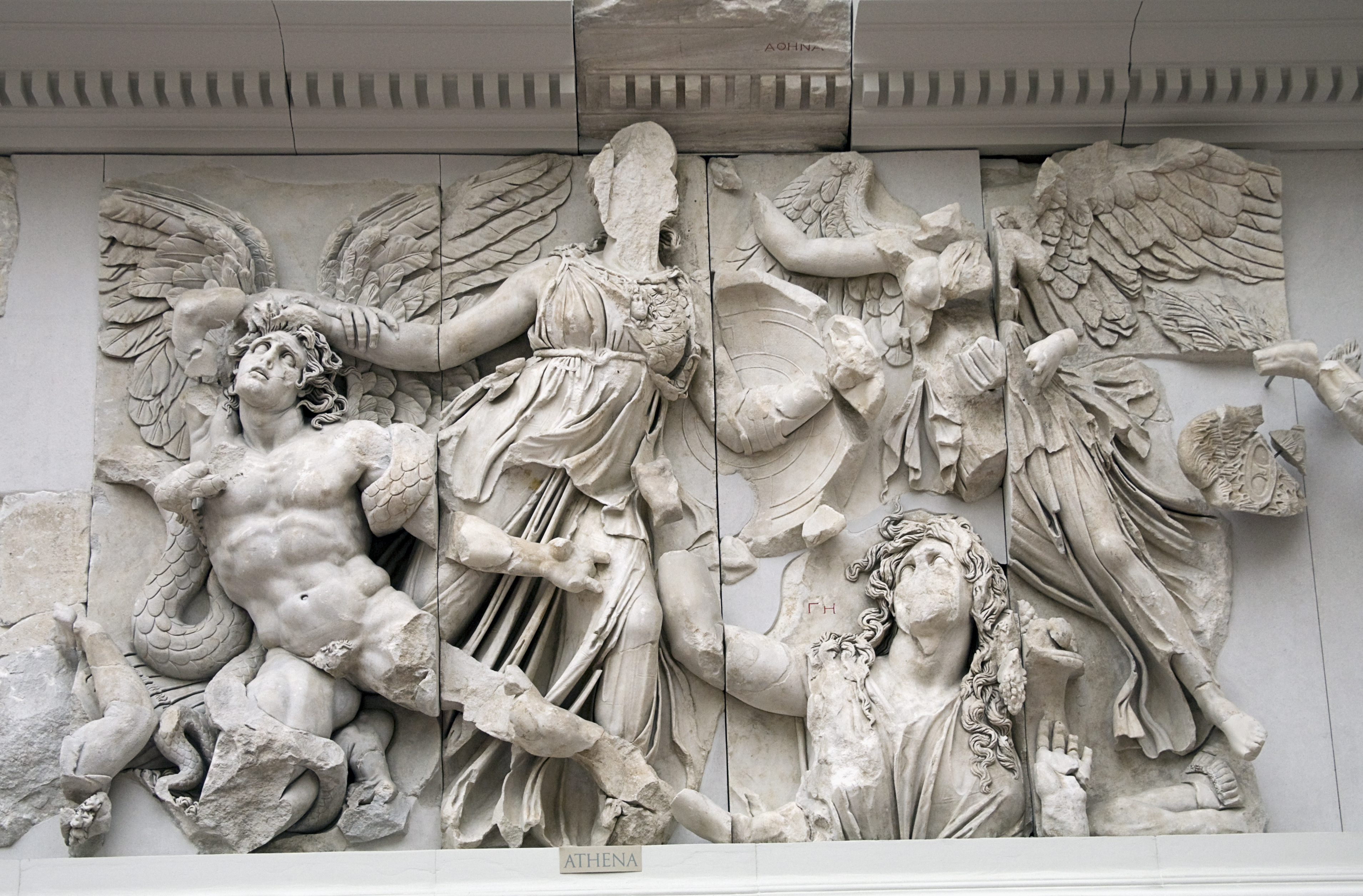
نقش بارز لأثينا ونايكي وهما تقتلان العملاق ألكيونيوس من إفريز جيجانتوماتشي على مذبح بيرغاموم (أوائل القرن الثاني قبل الميلاد)
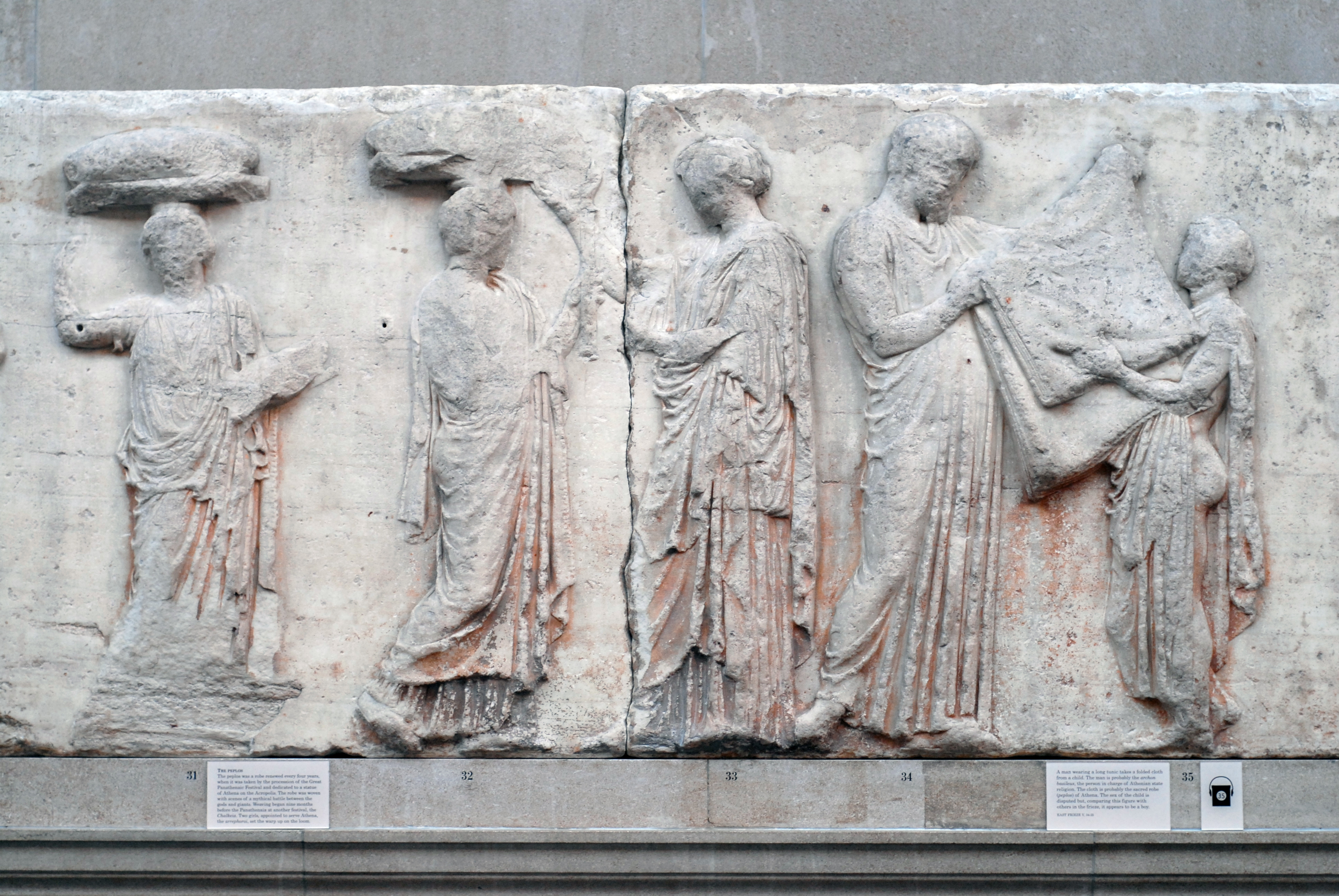
نسج رداء جديد لراعي الحرفة والنسيج وتم إحضاره احتفاليًا لتزيين صورتها الدينية (المتحف البريطاني).
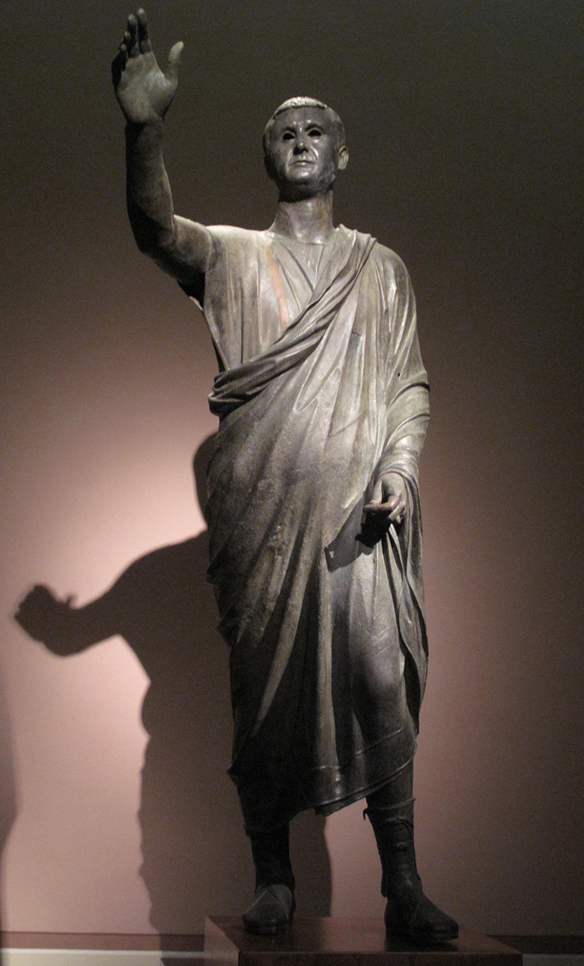
الخطيب، حوالي عام 100 قبل الميلاد، تمثال برونزي إتروسكي روماني يصور أول ميتيلي (باللاتينية: Aulus Metellus)، وهو رجل إتروسكاني يرتدي ثوبًا رومانيًا أثناء مشاركته في الخطابة؛ يتميز التمثال بنقش بالأبجدية الإتروسكانية.
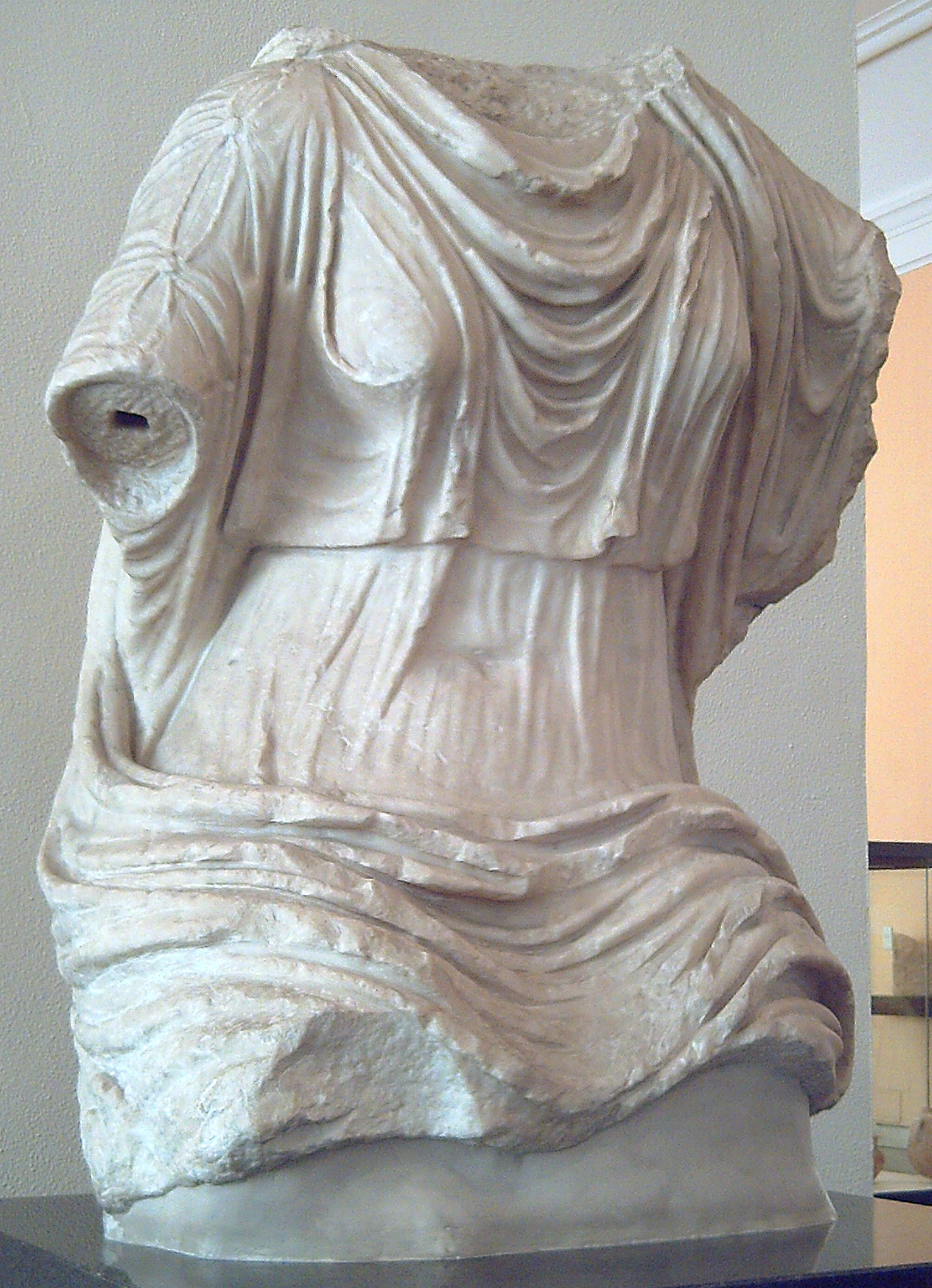
تمثال رخامي روماني من القرن الأول الميلادي، يظهر فيه ملابس امرأة.
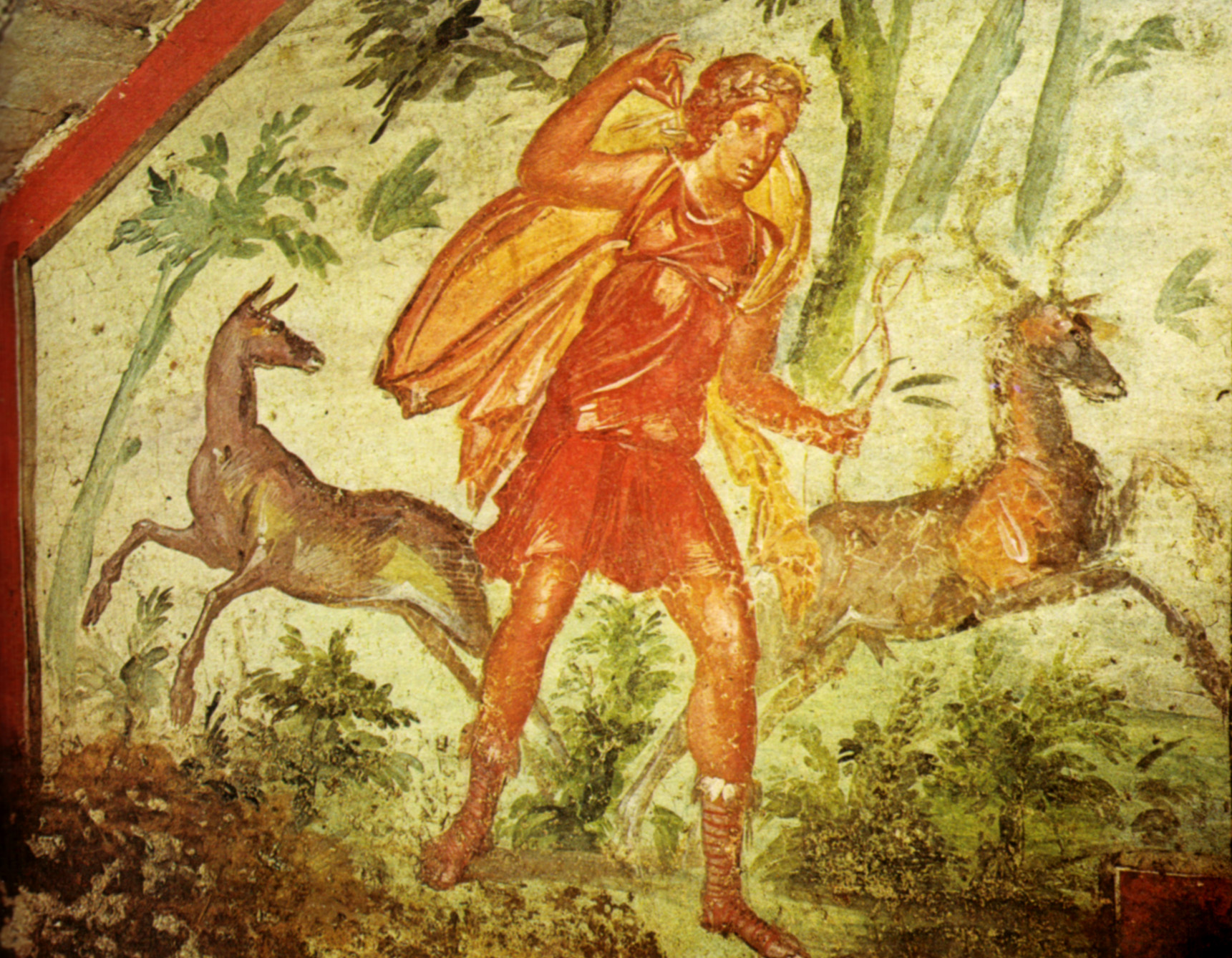
الإلهة ديانا تصطاد في الغابة بقوس، وترتدي "حذاء هيلينستي مفتوح برباط عالٍ" مرتبط بالآلهة، وبعض صور الرومان ذوي المكانة العالية جدًا. من لوحة جدارية في فيا ليفينزا هيبوجيوم ، روما، حوالي عام 350 م.
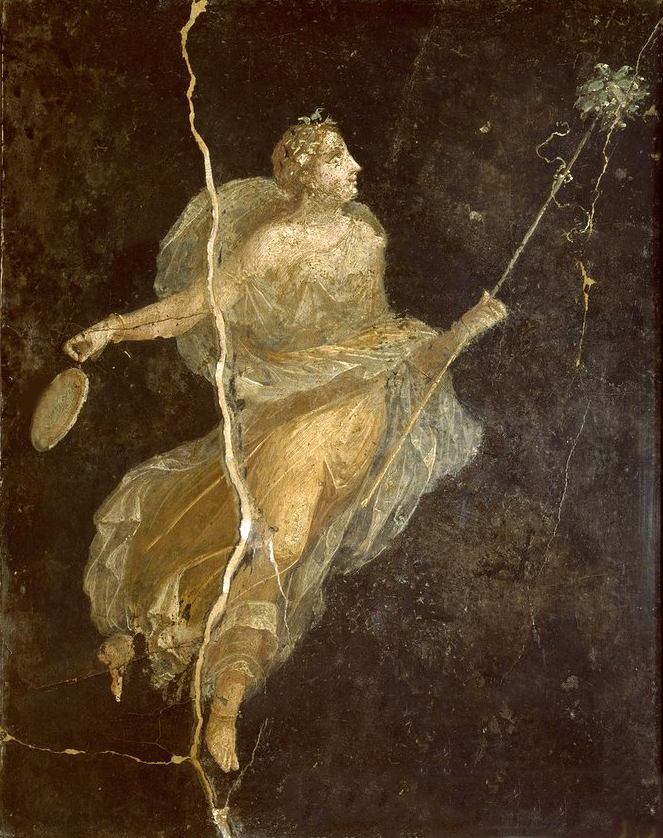
امرأة ترتدي ثوبًا حريريًا، لوحة جدارية رومانية من Casa del Naviglio في بومبي، القرن الأول الميلادي.
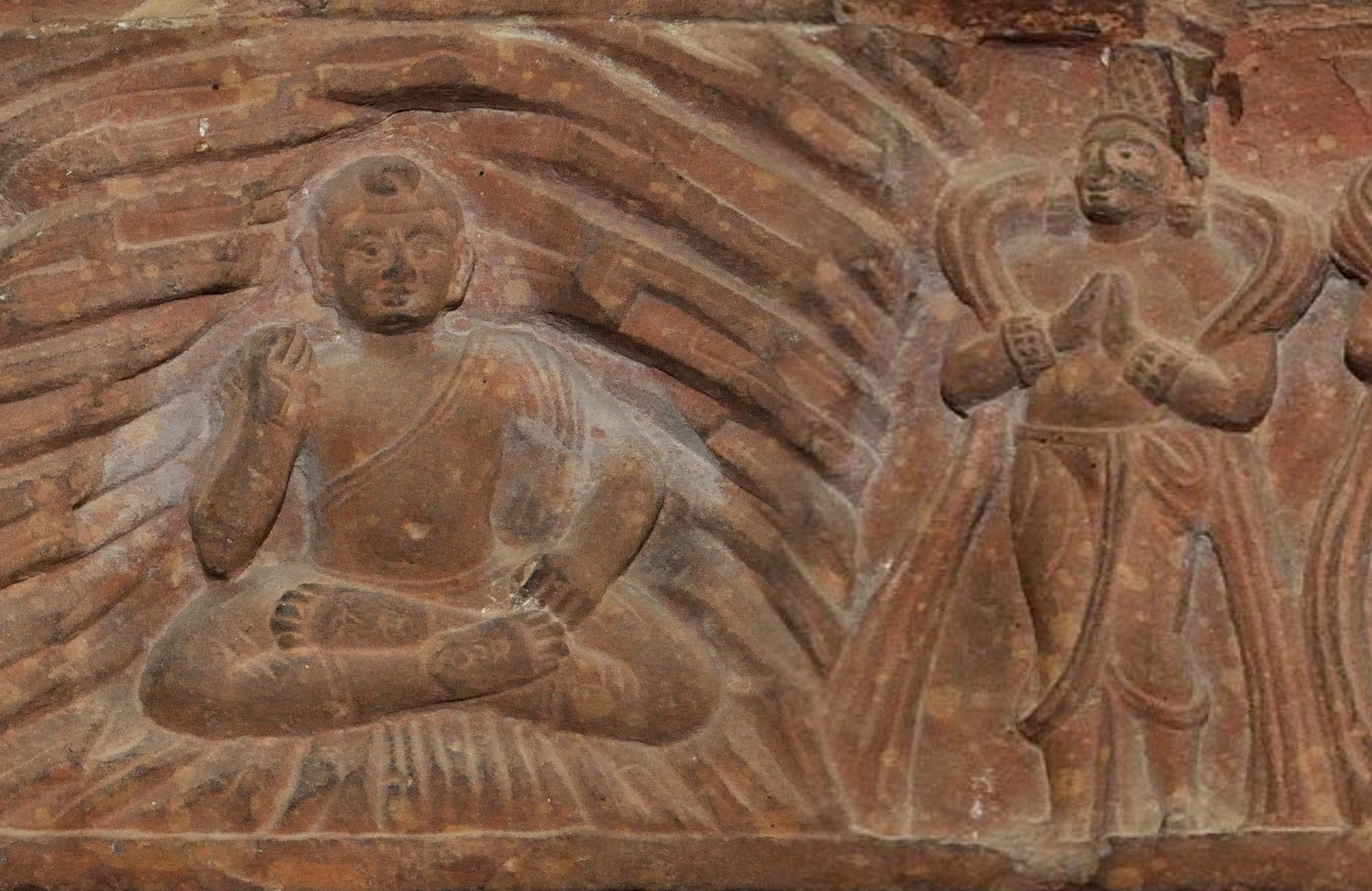
أوتاريا وأنتريا كلاهما مرئيان.
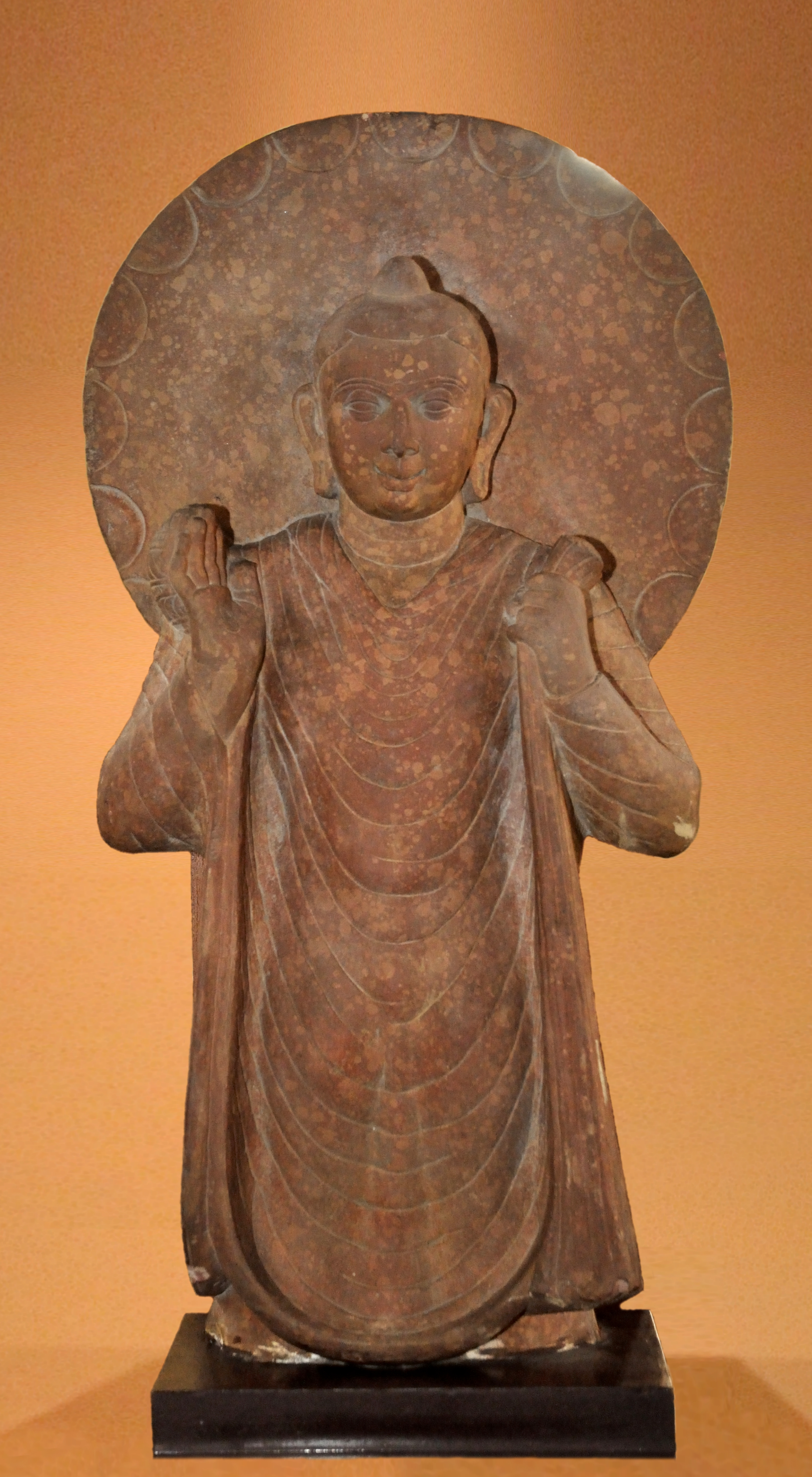
تمثال بوذا في ماثورا يرتدي الزي الرهباني "سامغاتي"، حوالي القرن الثاني الميلادي، متحف ماثورا.
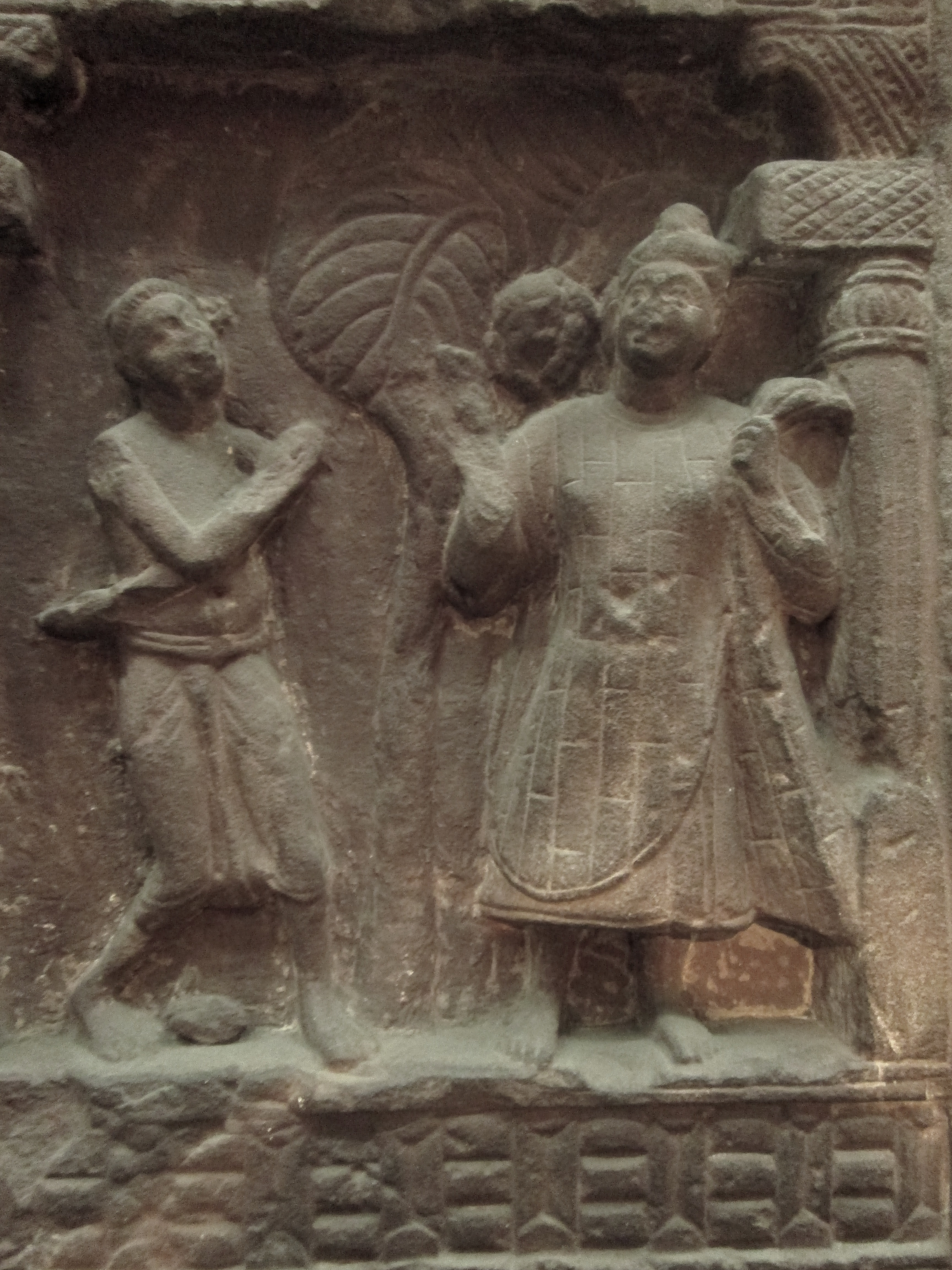
بوذا في ثوب رهباني متقلب في "إخضاع نالاجيري"، بوتيسفارا ياكشيس، القرن الثاني الميلادي، ماثورا.
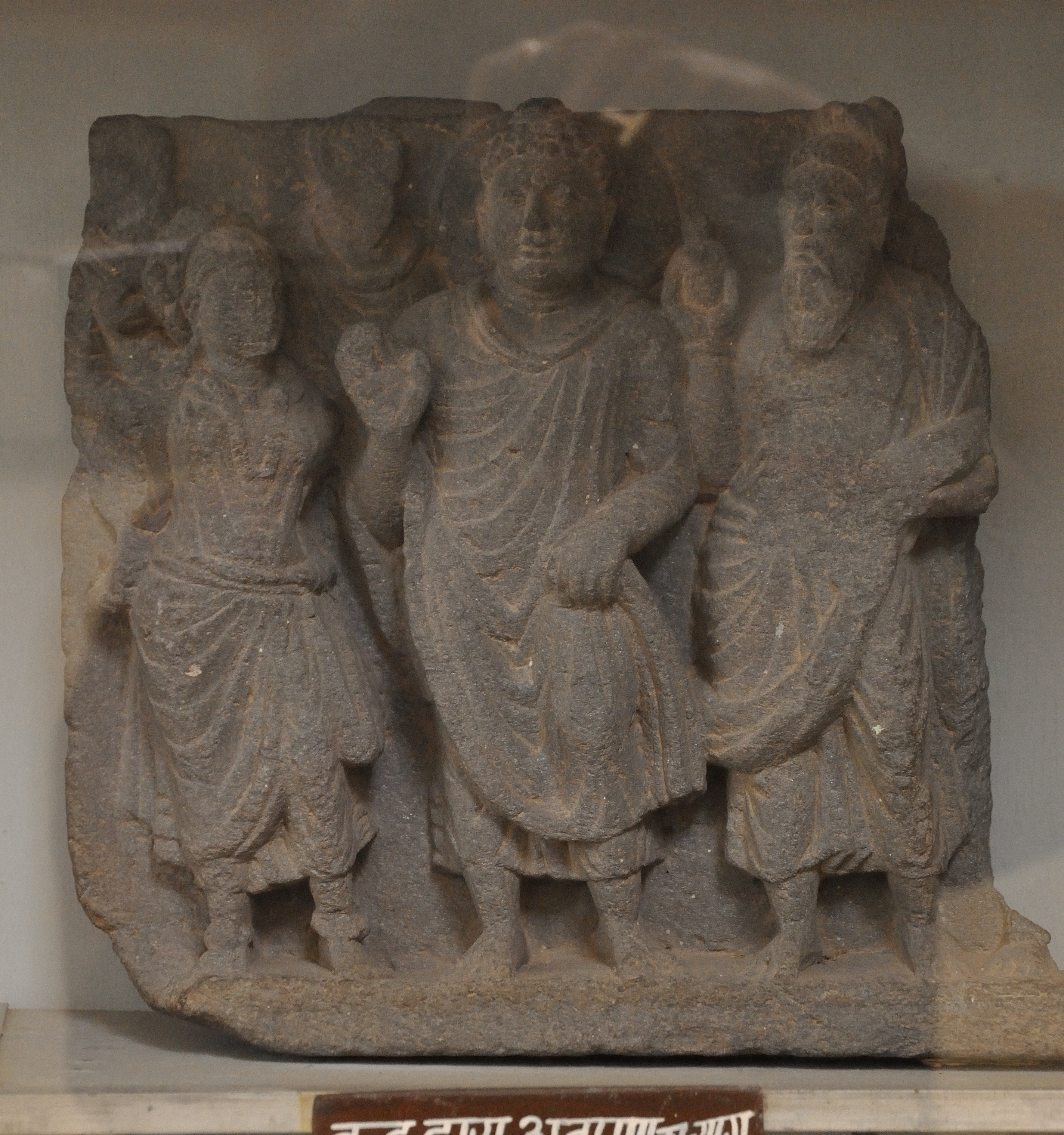
"بوذا يرفض أنوباما"، الراحل كوشان.
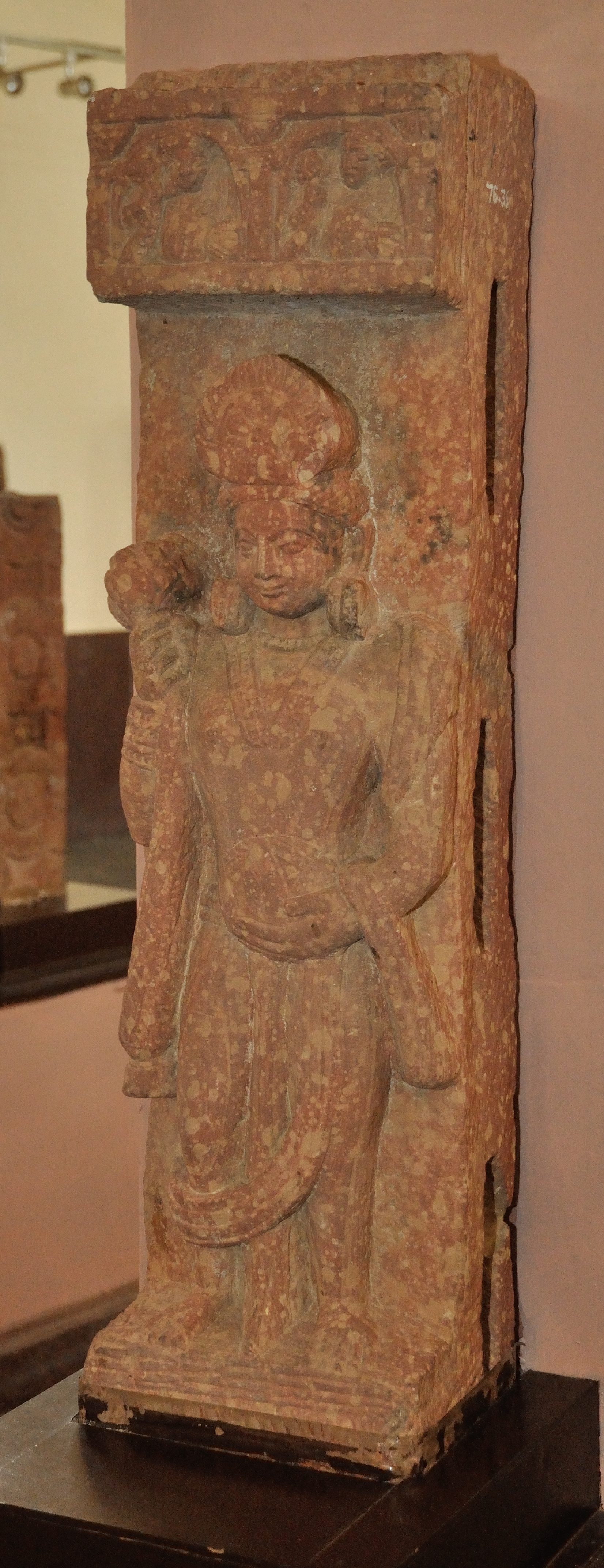
بوديساتفا أفالوكيتسافارا يحمل زهرة اللوتس.
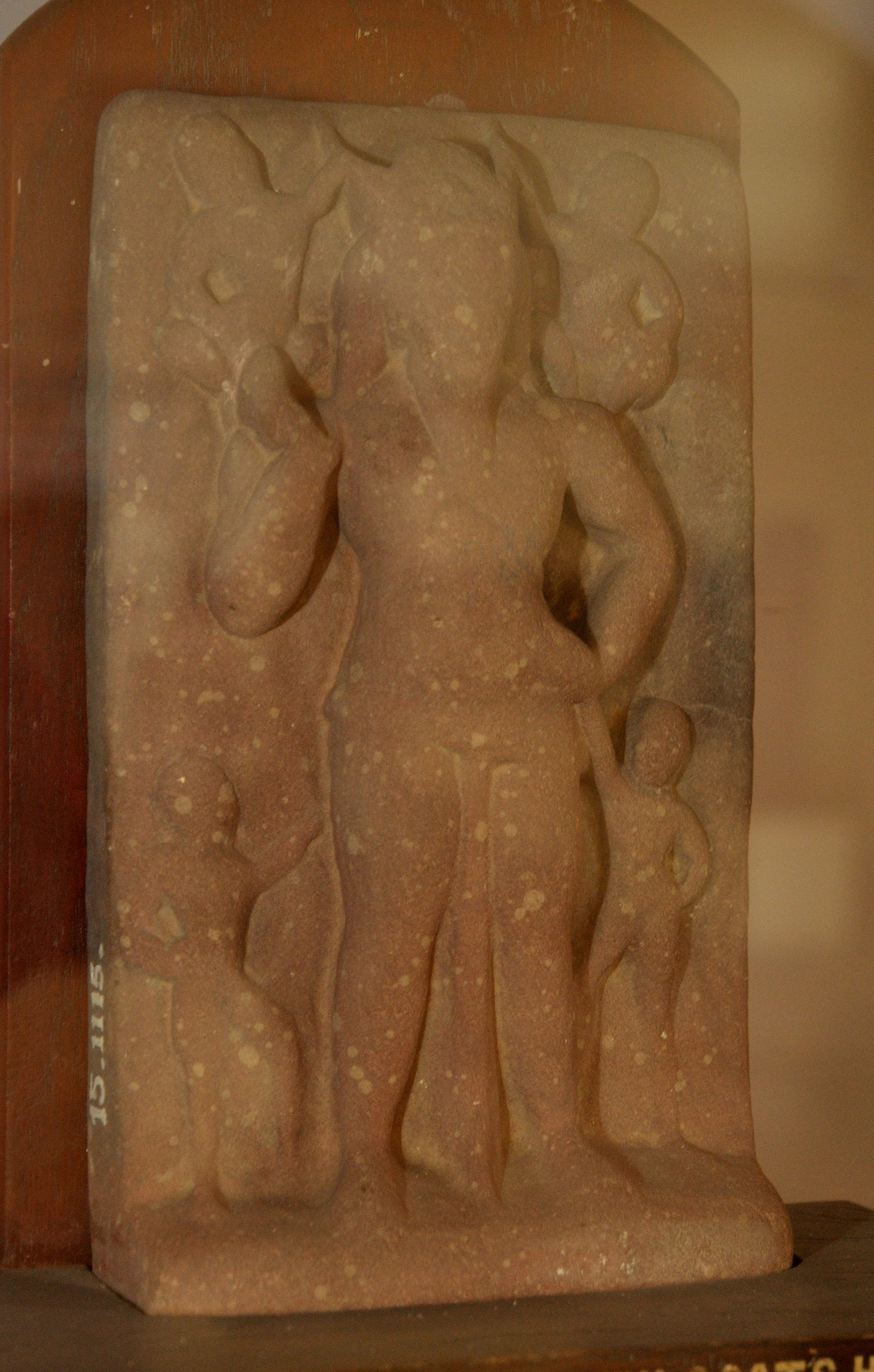
نايجاميشا إله الولادة الجيني، القرن الأول والثالث الميلادي.